# Guglielmo Pepe
Guglielmo Pepe (ur. 13 lutego 1783 w Squillace, zm. 8 sierpnia 1855 w Turynie) – włoski żołnierz, działacz patriotyczny, karbonariusz.

## Życiorys
W wieku 16 lat rozpoczął służbę w republikańskiej armii Neapolu, podczas walk z rojalistami został ranny i wzięty do niewoli, jednak wypuszczony ze względu na młody wiek. W 1800 dołączył do armii napoleońskiej, walczył m.in. pod Marengo, później służył we Francji i walczył w kampaniach napoleońskich, 1811-1813 dowodził brygadą w Hiszpanii, doszedł do stopnia marszałka. Po restauracji Burbonów w Neapolu służył w armii królewskiej, po wybuchu w 1820 powstania w Neapolu został dowódcą armii republikańskiej, jednak klęska rewolucji w 1821 zmusiła go do emigracji. Podczas Wiosny Ludów 1848 objął dowództwo wojsk neapolitańskich wspierających Piemont w jego wojnie z Austrią, później dowodził dwoma tysiącami ochotników w obronie Wenecji. Po upadku Wenecji emigrował do Paryża, skąd po zamachu stanu Napoleona III w 1851 udał się do Turynu. Napisał Casi d’Italia negli anni 1847, 1848, 1849 (Opowiadanie o wydarzeniach we Włoszech w 1847, 1848 i 1849), opublikowane w 1850.